# Hylaea punctillaria
Hylaea punctillaria là một loài bướm đêm trong họ Geometridae.